# Re-Animated
Re-Animated är en amerikansk TV-film från 2006 som regisserades av Bruce Hurwit.

## Handling
Jimmy är en pojke som blir ignorerad och utnyttjad av personer i sin omgivning. En dag är han med om en allvarlig olycka, och det finns bara ett sätt för honom att överleva - att genomgå en hjärntransplantation. Han får en hjärna som tidigare tillhört den berömde serietecknaren Milt Appleday. När Jimmy vaknar efter operationer så drabbas han av hallucinationer av tecknade figurer.

## Om filmen
Filmen producerades av Cartoon Network och fick sen sin egen spinoff-serie, Jimmys vrickade värld.

## Rollista i urval
- Dominic Janes - Jimmy
- Tucker Barkley - Scott
- Eunice Cho - Robin
- Bil Dwyer - Jimmys pappa
- Jonina Gable - Becky
- Ellen Greene - Dolly Gopher
- Micah Karns - Craig